# Église Saint-Germain de Littry
Pour les articles homonymes, voir Église Saint-Germain.
L'église Saint-Germain est une église catholique située au Molay-Littry, en France. Datant du XIIe siècle, elle est en partie inscrite au titre des Monuments historiques.

## Localisation
L'église est située dans le département français du Calvados, dans le bourg de Littry, commune fusionnée avec Le Molay en 1969.

## Historique
Le chœur est inscrit au titre des Monuments historiques depuis le 22 octobre 1926.